# Cnidoscolus cajamarcensis
Cnidoscolus cajamarcensis är en törelväxtart som beskrevs av Francisco Javier Fernández Casas och J.M.Pizarro. Cnidoscolus cajamarcensis ingår i släktet Cnidoscolus och familjen törelväxter.
Artens utbredningsområde är Peru.

## Underarter
Arten delas in i följande underarter:
- C. c. cajamarcensis
- C. c. crenatus